# Syrmatium distichum
Syrmatium distichum là một loài thực vật có hoa trong họ Đậu. Loài này được (Greene) Greene miêu tả khoa học đầu tiên.